# Order Czerwonego Krzyża dla Niewiast i Dziewcząt

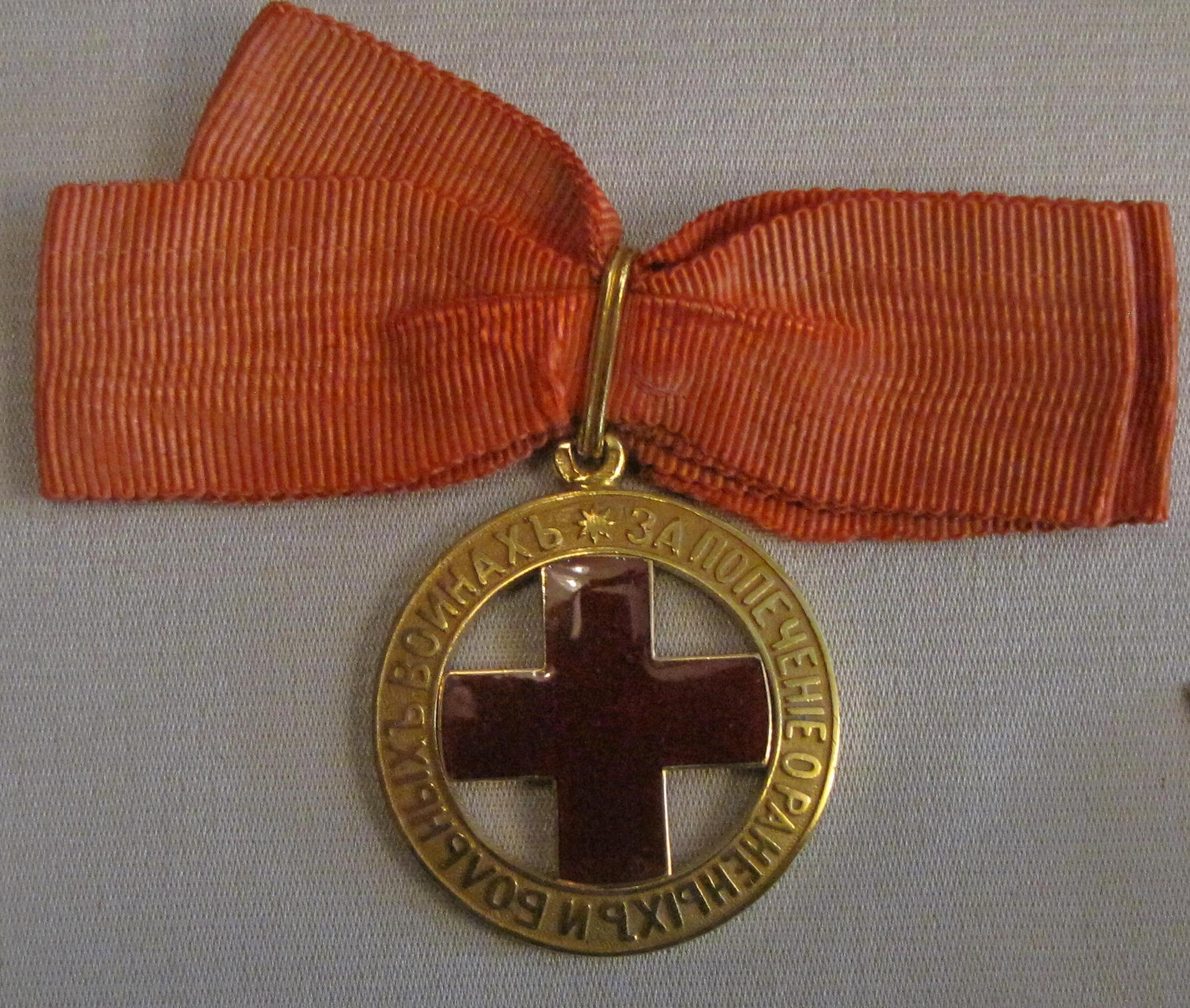
Odznaka na wstędze

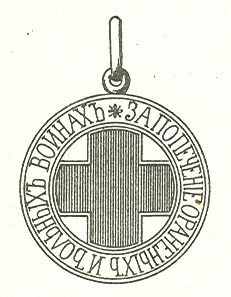
Oznaka orderu

Order Czerwonego Krzyża dla Niewiast i Dziewcząt (ros. Орден Красного Креста для женщин и девочек) – nadawane od 1878 do 1917 odznaczenie kobiece Imperium Rosyjskiego.

## Historia
Wzorując się na powstałym w latach 1870–1871 pruskim odznaczeniu Order Zasługi dla Niewiast i Dziewcząt, car Aleksander II ustanowił w kwietniu 1878, po zakończeniu wojny z Turcją, specjalne odznaczenie dla kobiet, które wyróżniły się jako sanitariuszki w czasie wojny. Rosja nie posiadała do tej pory odznaczeń damskich poza orderem św. Katarzyny, który otrzymać mogły tylko damy z najwyższej arystokracji. Wszystkie inne ordery Imperium były nadawane wyłącznie mężczyznom (wyjątek stanowiły członkinie rodziny cesarskiej).
Order (właściwie medal, ale nazwany orderem) nadawany był kobietom, „które wyróżniły się szczególnie przy opiece nad rannymi i chorymi oraz przykładnym życiem”. Posiadał dwie klasy, medal złoty i srebrny. Za wyjątkowe zasługi można było otrzymać bezpośrednio złoty medal, jednocześnie mógł on być nadany jako wyższa klasa dla posiadaczek medalu srebrnego. Zła konduita mogła oznaczać utratę odznaczenia. Order przyznawany był osobiście przez imperatora na wniosek Czerwonego Krzyża lub Ministerstwa Wojny. Po śmierci Aleksandra II (1881) nie był nadawany, wznowiono go dopiero w czasie wojny rosyjsko-japońskiej w 1906 pod nazwą Medal Czerwonego Krzyża Wojny Rosyjsko-Japońskiej 1904–1905.

## Wygląd
Oznaką orderu był okrągły złoty lub srebrny medal. Na awersie znajdował się emaliowany na czerwono emblemat Czerwonego Krzyża otoczony napisem „Зa пoпeчeнie opaнeныхъ и бoльныxъ вoинaxъ” (Za opiekę nad rannymi i chorymi wojakami), rewers był gładki z miejscem na wygrawerowanie imienia i nazwiska odznaczonej. Zawieszką było proste kółko, jako szczególne wyróżnienie dodawano do orderu złotą lub srebrną koronę carską jako zawieszkę. Order był noszony nad lewą piersią na damskiej kokardzie, wstążka była czerwona, taka sama jak wstęga Orderu św. Aleksandra Newskiego.